# نیوزیلندی‌های کرواتی
نیوزیلندی‌های کرواتی به شهروندان نیوزیلندی‌های کرواتی‌تبار اشاره دارد. ۲۵۵۰ نفر وجود دارد که در سرشماری سال ۲۰۰۶ نیوزیلند تابعیت خود را کرواتی اعلام کردند. اکثر آنها عمدتاً در آوکلند و منطقه نورثلند و اطراف آن مستقر شده‌اند و تعداد کمی در کنتربری و سرزمین جنوبی و اطراف آن واقع شده‌اند. تخمین زده می‌شود که بیش از ۱۰۰٬۰۰۰ نیوزیلندی کرواتی‌تبار وجود داشته باشند.
اصطلاح (به‌طور کلی خنثی اما گاهی اوقات ملایم و تحقیرآمیز) دالی یا دالی (مخفف دالماسی) اغلب در نیوزیلند برای اشاره به افراد کرواتی‌تبار استفاده می‌شود. این اصطلاح توسط نیوزیلندی‌های کرواتی، از جمله انجمن فرهنگی دالمتین مستقر در اوکلند، با صمیم قلب پذیرفته شده‌است. این سازمان در سال ۱۹۳۰ تأسیس شد و طولانی‌ترین سازمان فرهنگی کرواسی در نیوزیلند است. اصطلاح خنثی دیگر، تارارا (به معنای واقعی کلمه «گفتگوکننده‌های سریع»)، برای اشاره به افرادی از میراث ترکیبی کرواسی - مائوری استفاده می‌شود.